# Char nuur (ajmak kobdoski)
Char nuur (mong. Хар нуур, co znaczy „czarne jezioro”) – słodkowodne, przepływowe jezioro w północno-zachodniej Mongolii, w Kotlinie Wielkich Jezior. Leży na wysokości 1132,3 m n.p.m. i ma powierzchnię 575 km².
Jezioro objęte jest ochroną w ramach założonego w 1997 roku Parku Narodowego Char Us nuur.